# Aéroport de Bandundu
Pour les articles homonymes, voir FDU.
L’aéroport de Bandundu (Code AITA : FDU) est l'aéroport principal de la ville de Bandundu, la capitale de la province de Bandundu, en République démocratique du Congo. Des liaisons sont assurées vers Kinshasa.

## Situation
| Bandundu Basango Mboliasa Bunia Gbadolite Gemena Goma Ilebo Kalemie Kananga Kikwit Kindu Kinshasa-Ndjili Kinshasa-N'Dolo Kisangani Kolwezi Lodja Lubumbashi Matari Matadi Mbandaka Mbuji Mayi Nioki Tshikapa Tshumbe |

## Compagnie aérienne et destination
| Compagnies | Destinations    |
| ---------- | --------------- |
| Kin Avia   | Kinshasa N'dolo |

Edité le 24/10/2023